# Звијезде (музичка група)
Звијезде је музички састав из бивше Југославије. Звијезде су основане 1981. године у Сиску. Првобитну Ренато Метеси, Жељко Ђеверлија, Бранко Бадањак, Бранко Кужнар, Рајко Пуцлин. Група је настала спајањем чланова два музичка састава: сисачког бенда Даскабенд и загребачког бенда Патрола. Свој први албум Имитација живота група издаје 1983. године у издању издавачке куће Suzy Records. До 1986. године из првобитне поставе у Звјездама је остао само Ренато Метеси. Након албума Лицем према небу који је изашао 1990. године Ренато Метеси издаје албуме под називом групе „Метеси & Звијезде“. Године 2008. Звијезде су се поново активирале у првобитној постави.

## Албуми
Под именим „Звијезде“ музички састав је издао следеће албуме:
- Имитација живота (Suzy Records; 1983)
- Мјесто под сунцем (Suzy Records; 1984)
- Правовјерни плесачи (Suzy Records; 1986)
- Лицем према небу (Suzy Records; 1990)